# Hélène Huby

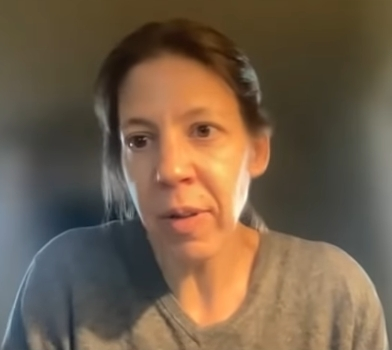
Hélène Huby, 2022

Hélène Huby (geborene  Hélène Claire Anise Postel-Vinay; Februar 1978 in Paris) ist eine französische, auch in Deutschland tätige Unternehmerin auf dem Gebiet der Raumfahrt.

## Leben
Huby wurde als Tochter des Wirtschaftswissenschaftlers Daniel Postel-Vinay und der Kinderärztin Anne Postel-Vinay, geborene de Vitry d'Avaucourt, geboren. Ihr Vater war ab 1991 Generaldirektor der nationalen Krankenkasse für Selbständige und ab 2005 Generalinspekteur der Generalinspektion für soziale Angelegenheiten (Igas). Huby ist die Enkelin der Widerstandskämpfer André Postel-Vinay und Anise Postel-Vinay, geborene Denise Girard, und die Urenkelin von Raoul de Vitry und Jean Le Bret.
Huby studierte Mathematik und Wirtschaftswissenschaft an der École normale supérieure. Nach ihrer Ausbildung arbeitete zunächst im Politik- und Mediensektor. Sie war stellvertretende Leiterin der Abteilung für europäische Angelegenheiten im französischen Ministerium für Wissenschaft und Forschung. Dann wechselte sie für vier Jahre zu Fabernovel. Hier spezialisierte sie sich auf digitale Innovation. Ab 2013 arbeitete sie bei der Airbus Defence and Space, von 2015 bis 2018 in der Ariane-Gruppe. Dort hatte sie Positionen im Management inne. Sie war Vice President Orion European Services und Innovationsleiterin.
Huby ist Mutter von vier Kindern.

## The Exploration Company

### Gründung und Geschäftstätigkeit
2021 gründete Huby das deutsch-französische Unternehmen „The Exploration Company“, deren CEO sie ist. Als Firmensitz wurde Merignac (bei Bordeaux) und Weßling und gewählt. Diese Standorte seien ausgewählt worden, weil er in der Nähe der Technischen Universität München, des Deutschen Zentrums für Luft- und Raumfahrt in Oberpfaffenhofen und zahlreicher Luft- und Raumfahrt- sowie Software-Firmen gelegen ist.
Die Exploration Company will in naher Zukunft wiederverwendbare und wiederbetankbare Raumkapseln herstellen. Diese sollen in die Erdumlaufbahn, zu Raumstationen und zum Mond fliegen. Die Firma möchte den Angeboten amerikanischer Raumfahrtunternehmen, wie etwa SpaceX, eine europäische Alternative gegenüber stellen. Bis Anfang 2023 gelang es Huby finanzielle Unterstützung für ihre Firma in Höhe von mehr als 40 Millionen Euro zu sammeln. Dies war nach Angaben der Europäischen Weltraumorganisation (ESA) die bis dahin größte Serie-A-Finanzierung eines europäischen Raumfahrtunternehmens.
Die Exploration Company entwickelt die wiederverwendbare Raumkapsel Nyx. Diese soll Fracht und Menschen zu Raumstationen und zum Mond transportieren. Es ist angestrebt, Nyx im Weltraum mit Biomethan betankbar zu machen. Außerdem soll sie auf unterschiedlichen Trägerraketen starten können.
Die Firma listet auf ihrer Teamseite 39 Mitarbeiter auf, die meisten davon Ingenieure.

## Weitere Aktivitäten
Huby ist Vorsitzende und Gründerin von Urania Ventures. Privat investiert Hélène in Tech-Startups und fungiert als Senior Advisor von Red River West VC sowie als Vorstandsmitglied von Startups in den USA, China und der EU. Sie ist Mitbegründerin der Microbiome Foundation und Partnerin bei Yunus Social Business. Huby ist Young Leader bei der French-American Foundation und Vorstandsmitglied von ThrustMe.
Huby hat einen eigenen Wagniskapitalfonds für Luft- und Raumfahrt aufgebaut. Sie gründete das Karman-Projekt, das der Zusammenarbeit und dem Dialog zwischen Unternehmen aus Technologie, Wissenschaft, Wirtschaft, Politik und Kunst im Hinblick auf die Raumfahrt dienen will.
Huby unterstützt die medizinische Forschung zur Primär sklerosierenden Cholangitis und die Yunus Social Business – Global Initiatives zur Bekämpfung der Armut.

## Auszeichnungen
2023 wurde Huby der französische Verdienstorden Ordre national du Mérite für ihre Verdienste um die Weltraumfahrt verliehen. 2025 erhielt sie den Weltwirtschaftlichen Preis.